# Свидетели Иисуса Христа
Общество Фундаментального Иудаизма, Свидетели Христа — немногочисленная конфессия, близкая к протестантским деноминациям адвентистского направления реставрационистского происхождения.
Свидетели Христа считают себя восстановленной раннехристианской церковью, созданной лично Иисусом Христом, которая исчезла в результате великого отступничества, последовавшего вскоре после смерти апостолов Христа. Члены Общества — считают веру в Иисуса Христа и искупление краеугольным камнем своей религии.

## История
Свидетелями Христа именуются члены Общества Фундаментального Иудаизма, считающие себя наследниками протестантской Реформации и ее завершающим звеном в возвращении к иудаизму времён Иисуса Христа. Они верят в то, что Бог руководил Христианской церковью и вел ее обратно к библейской истине после всеобщего отступничества.
Современная история фундаментального иудаизма зародилась преимущественно в среде выходцев из адвентистского движения, еврейских мессианских общин, ортодоксального и прогрессивного иудаизма. Они считают себя верным остатком, который отделился от Вавилона (эллинизированных конфессий), дабы провозглашать весть Трех ангелов из книги Откровения и нести свидетельство о скором втором пришествии Христа «до края земли».

## Название
Самоназвание "Свидетели Христа" указывает на то, что исповедующие Фундаментальный Иудаизм - группа верующих, которые возвещают истины открытые Спасителем (Ин 14:6).
Ссылаясь на Иисуса Христа, Свидетели учат, что он призывает каждого из стать лично его свидетелем в этом мире:
"Но вы примете силу, когда сойдет на вас Дух Святый; и будете Мне свидетелями в Иерусалиме и во всей Иудее и Самарии и даже до края земли" (Деян 1:8)
"Итак идите, научите все народы ... уча их соблюдать все, что Я повелел вам; и се, Я с вами во все дни до скончания века. Аминь" (Мт 28:19-20).
Слово «фундаментализм» образовано от лат. «Fundamentum», что означает «основа», «основание». Этим Свидетели Христа хотели показать, что их вера, знания и образ жизни имеют основоположение в Библии. Члены Общества разделяют и провозглашают один из великих принципов Реформации: «Sola scriptura» («Только Писание»), признавая только Библию как единственный источник вероучения и отвергая поучение «Отцов Церкви», постановления Церковных Соборов, «Устную Тору» и любую традицию в качестве авторитета в вопросах истины, что их и сближает с караимами.
Имя «Иуда» означает «восхваляющий Господа». Таким образом, название «иудеи» (евр. «иегудим») — означает «восхваляющие Бога».
Также члены Общества Фундаментального Иудаизма нередко применяют к себе следующие самоназвания: святые, Верный Остаток, искупленные, верные Богу, Новозаветное Общество.

## Вероучение
Большинство доктрин фундаментального иудаизма схоже с учением Церкви Адвентистов Седьмого дня. Так они делают акцент на соблюдение субботы (за что их и называют в простонародие «законники» или «субботники»), отказываются от некоторых видов продуктов, чая и кофе. Для иудеев-фундаменталистов характерно, как и для ортодоксальных иудеев, отрицание учения о Троице. Богом считается только одна личность во Вселенной — Небесный Отец.
Наименование «святой дух» не считается именем и на письме употребляется со строчной буквы. Святой дух в учении фундаментального иудаизма — это действующая сила Бога Отца и Его Сына, а не личность и не часть Троицы.
Крещение в церкви осуществляется «во имя Иисуса Христа», вместо тринитарной формулы.
Представители Фундаментального Иудаизма празднуют еврейские праздники, содержащиеся в Библии; не отмечают дней рождения и светских праздников.